# Stukas (film)
 (mars 2025).
Si vous disposez d'ouvrages ou d'articles de référence ou si vous connaissez des sites web de qualité traitant du thème abordé ici, merci de compléter l'article en donnant les références utiles à sa vérifiabilité et en les liant à la section « Notes et références ».
Pour les articles homonymes, voir Stukas.
Pour plus de détails, voir Fiche technique et Distribution.
Stukas est un film allemand réalisé par Karl Ritter sorti en 1941.
Il s'agit d'un film de propagande nazie, produit avec le soutien de la Luftwaffe.

## Synopsis
Les personnages principaux du film sont des pilotes de deux escadrons de bombardiers en piqué allemands ou Stukas. Le film n'a pas une intrigue stricte, la continuité narrative est brisée entre la vie dans la caserne et le combat aérien. Plusieurs aviateurs meurent et sont honorés par leurs camarades. Cette mort se produit "hors écran" et n'est reproduite que oralement.
Certains sont capturés et se battent derrière les lignes ennemies pour retourner dans leur camp. Une intrigue secondaire montre trois aviateurs, qui se précipitent à travers la France inoccupée pour revenir à la base et contraignent ainsi une compagnie française.
Un officier allemand est grièvement blessé et souffre de dépression depuis. Il est emmené par une bonne infirmière au festival de Bayreuth. On joue Le Crépuscule des dieux ; au moment où Siegfried passe sur le Rhin, l'officier retrouve un nouveau courage et revient vers ses camarades qui le saluent avec frénésie. Il s'engage dans la bataille d'Angleterre.

## Fiche technique
- Titre : Stukas
- Réalisation : Karl Ritter assisté de Conrad von Molo
- Scénario : Felix Lützkendorf, Karl Ritter
- Musique : Herbert Windt
- Direction artistique : Anton Weber (de)
- Costumes : Carl Heinz Grohnwald
- Photographie : Hugo von Kaweczynski (de), Walter Meyer, Heinz Ritter, Walter Roßkopf (de)
- Effets spéciaux : Gerhard Huttula, Theo Nischwitz
- Son : Werner Maas
- Montage : Conrad von Molo
- Producteur : Karl Ritter
- Société de production : UFA
- Société de distribution : UFA
- Pays d'origine :  Reich allemand
- Langue : allemand
- Format : Noir et blanc - 1,37:1 - Mono - 35 mm
- Genre : Guerre, propagande
- Durée : 101 minutes
- Dates de sortie :
  -  Reich allemand : 27 juin 1941.
  -  Royaume de Hongrie : 11 septembre 1941.
  -  Pays-Bas : 26 septembre 1941.
  -  Finlande : 19 octobre 1941.
  -  Danemark : 14 janvier 1942.
  -  Suède : 7 février 1942.
  -  Estado Novo (Portugal) : 6 avril 1942.
  -  Empire du Japon : 5 août 1943.
  -  France : 14 avril 1944 (distribué à Paris dans les Soldatenkino (le Rex) à partir du 1er août 1941)[1].

## Distribution
- Carl Raddatz : Hauptmann Heinz Bork
- Hannes Stelzer : Oberleutnant Hans Wilde
- Ernst von Klipstein (de) : Oberleutnant « Patzer » von Bomberg
- Albert Hehn : Oberleutnant Hesse
- Herbert Wilk : Oberleutnant Günter Schwarz
- O. E. Hasse : Oberarzt Dr. Gregorius
- Karl John : Oberleutnant Lothar Loos
- Else Knott (de) : L'infirmière Ursula
- Marina von Ditmar : La jeune Française
- Egon Müller-Franken : Oberleutnant Jordan
- Günther Markert : Oberleutnant Hellmers
- Josef Dahmen : Feldwebel Traugott
- Erich Stelmecke : Feldwebel Rochus
- Georg Thomalla : Sous-officier Matz
- Heinz Wemper (de) : Le contremaître Heinze
- Lutz Götz (de) : Stabsfeldwebel Niederegger
- Beppo Brem (de) : Oberfeldwebel Putzenlechner
- Fritz Wagner (de) : Feldwebel Franz
- Karl Münch : L'opérateur radio
- Adolf Fischer : Feldwebel Fritz
- Johannes Schütz : Leutnant « Küken » Prack
- Lili Schoenborn-Anspach (de) : La vieille Française
- Ethel Reschke (de) : La femme de chambre

## Production
Le film est minutieusement planifié et préparé avant d’être produit. Un storyboard avec des dessins contient des images détaillées. Cependant, deux passages intitulés Traumtanz et Hotelzimmer n'ont pas été acceptés. Les scènes présumément déjà filmées sont perdues aujourd'hui.
Le but du film était de montrer autant d'applications que possible du bombardier en piqué Junkers Ju 87. Karl Ritter utilise des matériaux documentaires pour la représentation, tels que le bombardement de navires anglais au large de Dunkerque et l'attaque d'un fort belge.

## Propagande
Stukas est l'un des films de propagande « opportuns » du national-socialisme, un genre fortement influencé par Karl Ritter. Les films sont adaptés aux conditions du nazisme et aux nouveaux développements de la Seconde Guerre mondiale et représentent une sorte de contre-mouvement au film révolutionnaire russe. Stukas se réalise donc également pendant la campagne occidentale alors en cours et contient des scènes documentaires de Dunkerque et de Belgique, ainsi que du festival de Bayreuth. La chanson des aviateurs fait référence à la bataille d’Angleterre, qui est toujours en cours lors de la première du film.
Ritter s'intéresse avant tout au sacrifice pour la communauté nationale et au « manque d'importance de l'individu ». Le cinéma l'intéresse surtout comme une « usine idéologique nationaliste », avec laquelle il pourrait diffuser ses croyances nationales.
Ces croyances sont inhérentes au film. Tous les avions correspondent à l'idéal aryen des nazis. Cependant, ils ne représentent que des types, un vrai dessin de personnage n'est pas propre au film. Au lieu de cela, Ritter choisit le dialecte pour montrer les éléments de liaison de la Volksgemeinschaft. Ainsi, dans le film, les Bavarois et les Berlinois se battent côte à côte. De même, les différences de classe sont délibérément omises, les rangs inférieurs, tels que les mécaniciens et le personnel ne sont plus présentés comme des esprits simples.
Ils remplissent leurs missions avec beaucoup d’enthousiasme et d’optimisme. L'ennemi, dans le film, les Français, en revanche, est présenté soit comme une masse anonyme, soit comme un tas de figures ridicules qui pèsent constamment.
Un autre motif important est la musique.